# کومالکلکو
کومالکلکو (به اسپانیایی: Comalcalco) از شهرهای کشور مکزیک است که در ایالت تاباسکو قرار دارد و جمعیت آن طبق سرشماری سال ۲۰۱۰ میلادی ۴۱٬۴۵۸ نفر بوده است.